# 郡県制
郡県制（ぐんけんせい）は、古代中国の地方統治制度。郡と県の2段階で地域が区画され、中央から派遣された官吏によってその統治がおこなわれた。世襲制の封建制に代わる支配制度で、王朝の中央集権体制の強化に役立った。日本列島や朝鮮半島などの東アジア地域の古代王朝にも制度的影響を与えた。なお、日本の近代以降の制度は郡と県の位置づけが逆となっている。

## 先秦の郡県制
春秋時代末期から戦国時代に、晋や秦・楚で施行された。初めは直轄地を県、辺境地域を郡としたようであり、中央から王の任命する官吏を派遣して統治した。

## 秦代の郡県制
秦の国内では、紀元前4世紀の孝公の時代に郡県制が実施されていた。孝公は商鞅を登用して、咸陽を中心に41県を配置した。郡は、秦においては他国を併合した際にその領域を称することが多く、県を置くのはその後であり、それゆえ、秦の郡県制は当初から郡・県が上下の統属関係として設けられたわけではない。これを整備したのが始皇帝であり、彼は全国を36郡（のち48郡）に分け、郡の下に県を置き、皇帝任命の官吏を派遣した。郡の行政長官は郡守と呼ばれ、警察担当として郡尉、監察担当として郡監が置かれた。県の長官は大県は令（県令）、小県は長（県長）と呼ばれた。県の警察担当として県尉、監査役ないし県令の補佐役として県丞が置かれた。

## 漢代以降
前漢は郡国制を採用したが、中央直轄の郡県においては、秦の制度を踏襲した。紀元前148年に郡守を郡太守、郡尉を郡都尉と改称した。紀元前106年、武帝は全国を13州（11州と2郡）に分け、各州に刺史を設置した。これにより郡県は州・郡・県3段階の地方制度に改まった。
魏晋南北朝時代を通じて、州・郡・県の数は増大しつづけ、南北朝末期には1州に1郡しかない地方も現れて、行政上の非効率も問題化してきた。
583年に隋が郡を廃止し、州・県2段階の地方制度に改められた（州県制）。607年（大業3年）に州が廃止されて郡が置かれると、郡県制が復活した。
618年に唐が隋を滅ぼすと、郡を州に改め、再び州県制が採用された。627年に全国が10道に分けられると、道・州・県3段階の地方制度となる。742年に州が郡に改められて、一時的に郡県が復活したが、758年に郡が州に改められて、郡は姿を消した。